# Лава, Хесус
Хесус Бальтазар Лава (англ. Jesus Lava; 15 мая 1914, Булакан, Центральный Лусон — 21 января 2003, Манила) — деятель коммунистического движения Филиппин. генеральный секретарь Коммунистической партии Филиппин (февраль 1951 — май 1964). Член Палаты представителей Филиппин.

## Биография
Представитель известной семьи землевладельцев Булакана. Брат Хосе Лава. Окончил в 1938 году медицинский колледж Филиппинского университета. По образованию врач. Накануне Второй мировой войны 1939—1945 гг. был членом прогрессивных организаций — Лиги защиты демократии и Союза студентов, руководимых компартией Филиппин. Во время японской оккупации Филиппин в 1942—1945 годах участвовал в работе подпольной организаций «Свободные Филиппины» и в формировании отрядов народной антияпонской армии Хукбалахап, в которой возглавил санитарную службу. Занимался лечением филиппинских партизан и военнослужащих США на начальных этапах Второй мировой войны.
С 1942 года — член компартии Филиппин.
В 1944—1945 годах — губернатор провинции Лагуна, в 1946 году избран в парламент по списку Демократического альянса, союза крестьян, рабочих, интеллектуалов и некоторых представителей среднего класса, борющихся за подлинную независимость. С 1947 года — член Политбюро, с февраля 1951 — генеральный секретарь ЦК компартии Филиппин. С 1952 года вплоть до ареста в 1964 году находился на нелегальном положении. Позже был заключён в тюрьму. В 1974 году был освобождён по всеобщей амнистии.
После создания новой Маоистской Коммунистической партии Филиппин (1968) был назван «контрреволюционным ревизионистом».
Во время заключения Лава проявил интерес к психическому исцелению и экспериментировал с гипнозом. После освобождения стал директором по исследованиям Филиппинского общества психического исцеления. Был соавтором двух книг в этой области. Приглашался читать ежегодную лекцию по альтернативному лечению для студентов-медиков факультета фармакологии Университета Филиппин.
Умер от рака предстательной железы. Похоронен  в Мемориальной часовне Лойолы в Макати.

## Источник
- Лава, Хесус — статья из Большой советской энциклопедии.
- Советская историческая энциклопедия. — М.: Советская энциклопедия . Под ред. Е. М. Жукова. 1973—1982.